# 黃坡站 (咸鏡北道)
黃坡站（韓語：황파역）是朝鮮民主主義人民共和國咸镜北道稳城郡的一個鐵路車站，属于咸北线。

## 邻近车站
咸北线
丰仁站 - 黃坡站 - 训戎站